# A-79
L'A-79 és una autovia que comença a Alacant i acaba a Torrellano (Elx). On enllaça amb la Via-Parc Torrellano-Elx de titularitat autonòmica i reanomenada CV-86.

## Història
La CV-86 / A-79 és una carretera de nova creació i és una alternativa a la N-340 entre Elx i Alacant. Es va construir a partir del projecte de l'Autovia A-79 de la qual és hereva.

## Traçat Actual
La CV-86 / A-79 és una carretera de doble via amb nombroses rotondes, és denominada també Via Parc Alacant-Elx. És molt transitada, ja que uneix el parc empresarial d'Elx i l'Aeroport d'Alacant-Elx amb les esmentades ciutats. Té 14 km de longitud. Comença a l'A-31 a Alacant i finalitza a la sortida 1 de l'EL-20 (Autovia de Circumval·lació d'Elx) la continuació d'aquesta via ja a Elx és la Ronda Nord.